# Vienne, Isère
Vienne este un oraș în Franța, sub-prefectură a departamentului Isère, în regiunea Ron-Alpi. Este cu La Tour-du-Pin, unul din cele două sub-prefecturi ale departamentului. Locuitorii săi se numesc Viennois.

## Motto-ul de oraș
Stema veche avea motto-ul Vienna, Civitas Sancta, care înseamnă "Vienne, Oraș Sfânt". Acest motto-ul a apărut în secolul al șaselea pentru a evoca creștinarea locuitorilor săi, 3 secole mai devreme. În secolul al șaselea arhiepiscopul orașului purta un titlu de onoare, fiind numit «Primat al Galiei». La Vienne au existat mulți martiri creștini, între care Sfântul Dezideriu, episcop de Vienne.
Dar în 1887 primarul Camille Jouffray a decis să schimbe deviza orașului, pentru a respecta  secularismul (sau „laicitatea”). A ales motto-ul Vienna, Vrbs Senatoria, o reminiscență a construcției sale de romani. În perioada în care Vienne a fost în Imperiul Roman, a dat o mulțime de senatori pentru Senatul roman.

## Geografie

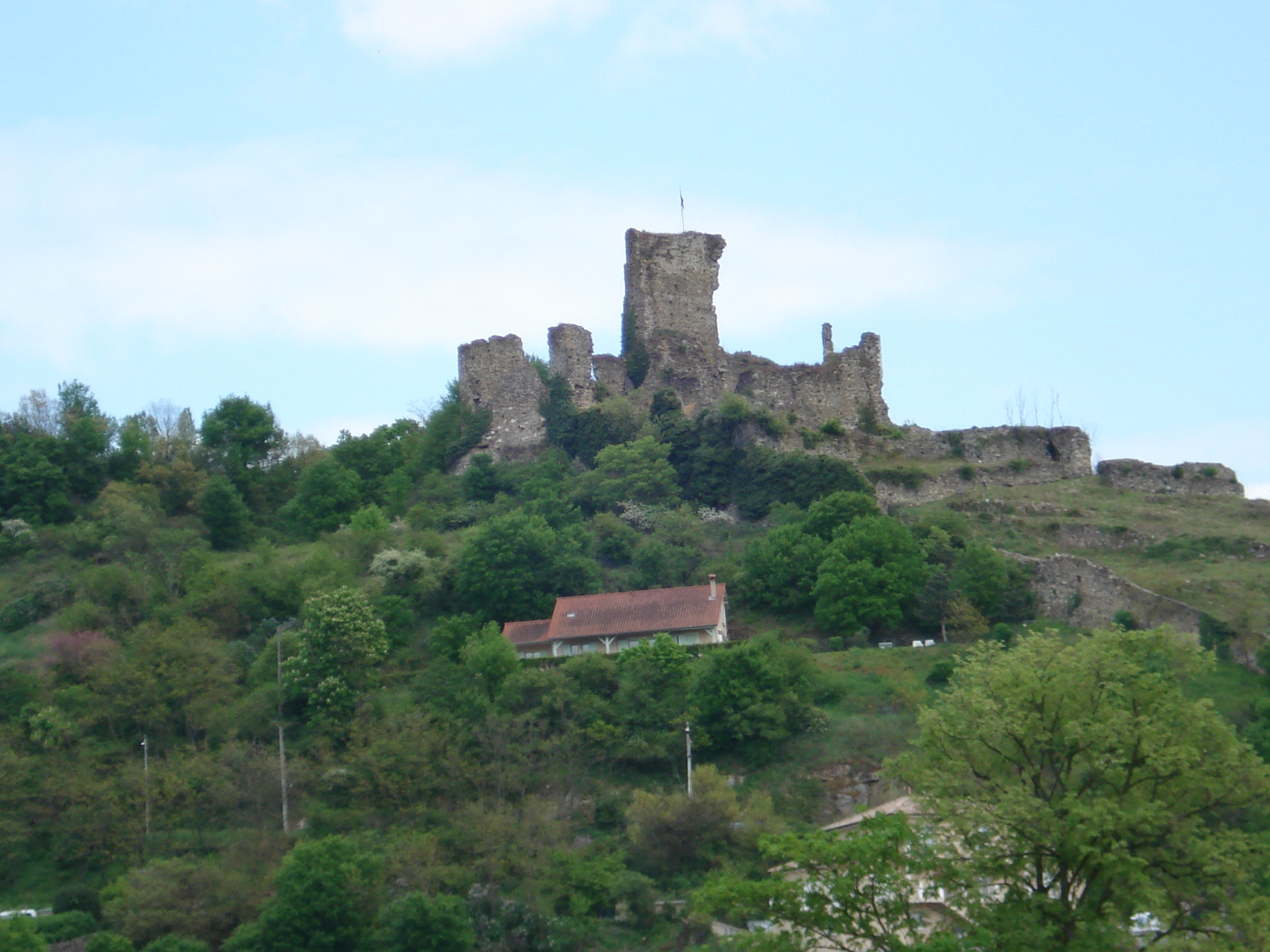
Muntele Salomon și castelul La Bâtie (Secolul al XIII-lea)

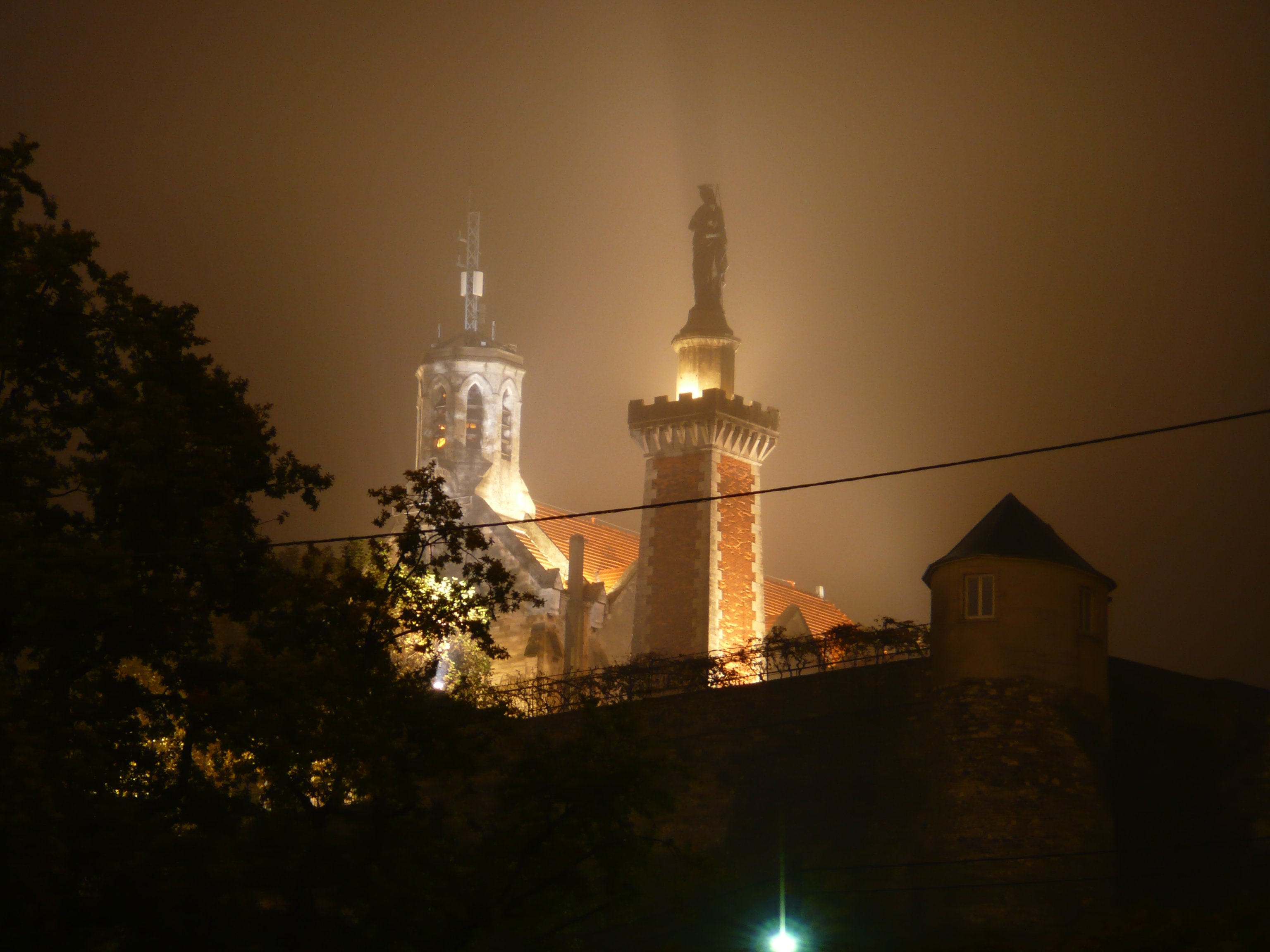
Capela D.N. de Pipet, văzută de noapte

Vienne, galo-roman oraș, declarat oraș de artă și istorie, este situat în departamentul Isère. Este la 30 de kilometri sud de Lyon, la 79 de kilometri nord de Valence, și 88 de kilometri nord-vest de Grenoble. Orașul se află pe malul estic al râului Rhone. In partea opusa, pe malul vestic, sunt orașe mici de Sainte-Colombe (Sfânt-Porumbel) și Saint-Romain-en-Gal (Sfânt-Roman-în-Galia). În plus,  se află la confluența între Rhone-ul și un mic afluent: Gere. Orașul pare a fi "strangulat" între Rhone și cinci dealuri de granit care-l înconjoară. De la nord la sud, sunt:

- Muntele Salomon (Le Mont Salomon), pe care sunt ruinele castulului La Bâtie,

- Muntele Arnaud (Le Mont Arnaud),

- Muntele Pipet (Le Mont Pipet), pe care este capela Doamna Noastră de Pipet (Notre-Dame de Pipet).

- Muntele Sfânt Just (Le Mont Saint Just),

- Muntele Sfânta Blandina (Le Mont Sainte Blandine).

Acest oraș este blocat în defileul epigenetic Rhonului, care curge prin hercinic blocul Masivului Central.

## Demografie
Surse:Cassini (EHESS), INSEE (Institut Național de Statistică și Studii Economice, în Franța).

## Personalități născute aici
- Laurent Guétal (1841 - 1892), pictor.